# Diogo de Silves
Diogo de Silves (XV wiek) – portugalski żeglarz. W 1427 roku odkrył wyspy Santa Maria i São Miguel na Azorach. Odkrycie nastąpiło prawdopodobnie podczas powrotu żeglarza z Madery. Odkrycie zostało odnotowane na mapie z 1439 roku, sporządzonej przez Gabriela de Vallsekę.
Silves jako miejsce pochodzenia żeglarza jest niepewne, H. V. Livermore sugerował, że mógł pochodzić z Sines.